# یولاندا نف
یولاندا نف (آلمانی: Jolanda Neff؛ زادهٔ ۵ ژانویهٔ ۱۹۹۳) دوچرخه‌سوار زن اهل سوئیس است.
وی در مسابقات کشوری و بین‌المللی در مجموع برندهٔ ۲۰ مدال طلا، ۷ مدال نقره شده‌است.